# Eupen i Malmedy
Eupen i Malmedy – niemieckojęzyczne terytorium we wschodniej Belgii, w prowincji Liège, na pograniczu z Niemcami. Region ten zamieszkany jest głównie przez ludność niemieckojęzyczną. Stolicą Eupen i Malmedy jest Eupen; inne ważniejsze miasto to Malmedy.

## Historia

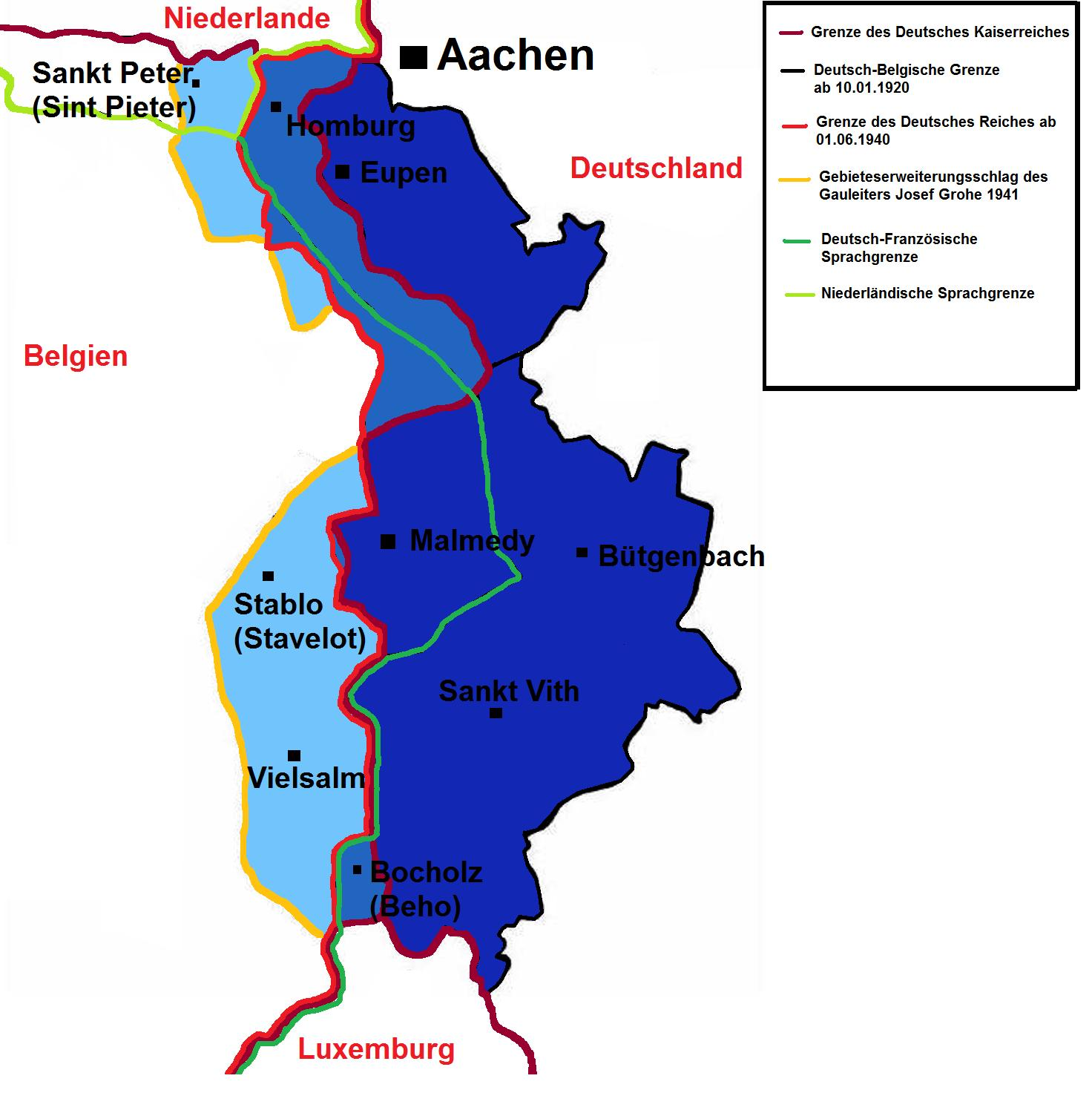
Zmiany granic w rejonie Eupen i Malmedy 1918–1941

W VII w. w Malmedy znajdowało się opactwo benedyktynów. Większa część późniejszego Malmedy do 1801 należała do księstwa Luksemburg, a okręg Eupen do księstwa Limburgii. Od 1801 do 1814 Eupen i Malmedy należały do Francji, a od 1815 do Prus. W 1920 włączone do Belgii przez Traktat wersalski (art. 34).